# Kenneth Rigby
Kenneth (Ken) Rigby – australijski pedagog, znawca zagadnień przemocy i cyberprzemocy. Jest jednym z czołowych australijskich ekspertów w zakresie zapobiegania przemocy w szkołach i interwencji na tym polu.

## Życiorys
Urodził się w Lancashire (Anglia). W 1959 wyemigrował wraz z żoną, Jean do Australii, gdzie został naturalizowany. W młodości intensywnie grał w krykieta.
Obecnie jest profesorem nadzwyczajnym w School of Education i Hawke Research Institute na University of South Australia. Jest długoletnim członkiem Narodowego Centrum Walki z Przemocą (NCAB). Po uzyskaniu dyplomu z wyróżnieniem w dziedzinie ekonomii i dyplomu ukończenia studiów podyplomowych na Uniwersytecie w Leicester w Anglii, uczył w szkołach średnich przez dziesięć lat, najpierw w Esseksie w Anglii, potem na Tasmanii i w Południowej Australii. Uzyskał tytuł doktora psychologii na Uniwersytecie w Adelajdzie i został zarejestrowany jako psycholog. Od 1969 do 1996 był zatrudniony jako wykładowca psychologii i metod badawczych na University of South Australia.
Występuje jako konsultant dla organów rządowych, wydaje książki, płyty DVD i redaguje podcasty dotyczące zastraszania i przemocy, mające na celu pomoc nauczycielom i rodzicom. Od 1990 opublikował ponad sto prac poświęconych różnym aspektom swoich badań. Otrzymał nagrodę od Australian National Center Against Bullying (NCAB) w uznaniu za całokształt pracy poświęconej ograniczaniu zastraszania i poprawie dobrostanu młodych ludzi.